# Scopula demarginata
Scopula demarginata là một loài bướm đêm trong họ Geometridae.